# Florida Keys
Die Florida Keys sind eine Kette aus über 200 Koralleninseln mit einer Gesamtlänge von über 290 Kilometern (180 Meilen). Sie liegen vor der Südspitze der Halbinsel Florida zwischen dem Golf von Mexiko und dem Atlantischen Ozean. Die Bezeichnung ist abgeleitet von dem spanischen Wort Cay für Sandinsel (auf einem Korallenriff).
Bis zu einem Hurrikan im Jahr 1935 waren die Inseln durch eine Eisenbahnstrecke verbunden. Heute sind die Inseln durch die 42 Brücken des Overseas Highway, der anstelle der Bahnstrecke errichtet wurde und bis nach Key West reicht, verbunden. Die bekannteste der Brücken ist die „Seven Mile Bridge“. Sie verbindet Vaca Key (Marathon) mit Bahia Honda und überquert dabei Pigeon Key. Ihrem Namen entsprechend hat diese Brücke eine Länge von sieben Meilen (elf Kilometer).
Nur mit dem Boot zu erreichen sind die abgelegenen und unbewohnten Inseln der Marquesas Keys (etwa 50 Kilometer westlich von Key West) und der Dry Tortugas (113 Kilometer westlich von Key West), die das eigentliche Ende der Florida Keys im Westen markieren. Ballast Key bildet den südlichsten Landpunkt der kontinentalen Vereinigten Staaten. Unter Wasser erstreckt sich das drittgrößte tropische Korallenriff der Welt.

## Klima und Geologie

### Klima
Die Florida Keys liegen zwischen 24 und 25 Grad nördlicher Breite und somit in tropischem Gebiet. Klima, Flora und Fauna entsprechen eher den Verhältnissen in der Karibik als denen im Rest von Florida, obwohl die Karibischen Inseln vulkanischen Ursprungs sind. Das Klima der Florida Keys ist tropisch. Zudem ist es sehr stark vom Golfstrom geprägt, der warmes Wasser aus dem tropischen Bereich der Karibik nach Norden bringt.

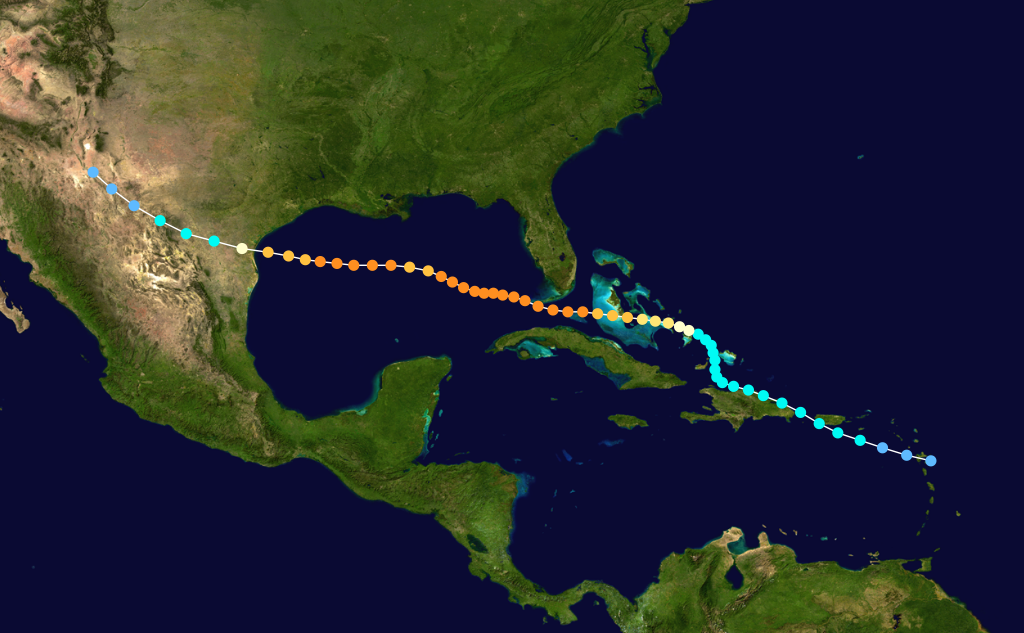
Verlauf des Florida-Keys-Hurrikans 1919

Die durchschnittlichen Tagestemperaturen bewegen sich in Key West von Mai bis Oktober bei bis zu 32 °C. Die kältesten Monate von Dezember bis Februar bringen jedoch mit durchschnittlichen Tagestemperaturen von 24 °C immer noch größere Wärme als der Hochsommer in Deutschland (23 °C). Im Sommer führt vor allem die hohe Luftfeuchtigkeit dazu, dass die gefühlten Temperaturen deutlich oberhalb der tatsächlichen Temperatur liegen. Seit Beginn der Wetteraufzeichnungen wurde auf den Florida Keys keine Minustemperatur aufgezeichnet. Die niedrigste gemessene Temperatur in Key West war 5 °C.
Es gibt zwei unterschiedliche Wetterperioden: Feucht, heiß und schwül von Juni bis Oktober und trockener und kühler von November bis Mai. Des Weiteren befindet sich Key West inmitten der atlantischen Hurrikanzone und wird deswegen häufig von Hurrikanen heimgesucht. Statistisch regnet es in den Sommermonaten – wenn auch nur kurzfristig – an durchschnittlich 40 % der Tage.
|                       | Jan  | Feb  | Mär  | Apr  | Mai  | Jun   | Jul  | Aug   | Sep   | Okt   | Nov  | Dez  |   |       |
| Mittl. Tagesmax. (°C) | 23,9 | 24,4 | 26,1 | 27,8 | 29,4 | 31,1  | 31,7 | 32,2  | 31,1  | 29,4  | 27,2 | 25   | ⌀ | 28,3  |
| Mittl. Tagesmin. (°C) | 18,3 | 18,9 | 20,6 | 22,2 | 24,4 | 26,1  | 26,7 | 26,1  | 26,1  | 24,4  | 22,2 | 19,4 | ⌀ | 23    |
|                       |      |      |      |      |      |       |      |       |       |       |      |      |   |       |
| Niederschlag (mm)     | 56,4 | 38,4 | 47,2 | 52,3 | 88,4 | 116,1 | 83,1 | 137,2 | 138,4 | 110,2 | 67,1 | 54,4 | Σ | 989,2 |

| 18,3 |

| 18,9 |

| 20,6 |

| 22,2 |

| 24,4 |

| 26,1 |

| 26,7 |

| 26,1 |

| 26,1 |

| 24,4 |

| 22,2 |

| 19,4 |

| 18,3 |

| 18,9 |

| 20,6 |

| 22,2 |

| 24,4 |

| 26,1 |

| 26,7 |

| 26,1 |

| 26,1 |

| 24,4 |

| 22,2 |

| 19,4 |

### Geologie
Die Florida Keys sind die sichtbaren Teile eines alten Korallenriffes. Die nördlichste Insel dieses Riffes ist Elliott Key im Biscayne National Park. Nördlich von Elliott Key gibt es mehrere Übergangsinseln, die sich aus Sand auf Resten des alten Korallenriffes gebildet haben. Key Biscayne und weiter nördlich gelegene Inseln haben sich aus Sandbänken gebildet.
Die Florida Keys bekamen ihre heutige Form als Ergebnis drastischer Veränderungen in der Höhe des Wasserstandes als Folge der Eiszeiten. Vor ca. 125.000 Jahren begann in der Sangamon-Zwischeneiszeit, die der europäischen Eem-Warmzeit entspricht, der Anstieg des Meeresspiegels um 7,5 m bis 8 m oberhalb des heutigen Standes. Südflorida war zu diesem Zeitpunkt ein seichter See. Es formten sich mehrere parallel verlaufende Riffe südlich des überfluteten Florida, ungefähr beim heutigen Miami beginnend bis zu dem Gebiet, das als die Dry Tortugas bekannt ist. Aus diesem Kalksteinriff ragt Key Largo heraus. Die oberste Gesteinsschicht der heutigen Upper Keys bildete sich aus dem Kalkstein der damaligen Korallenriffe während die Rifffundamente und die Inseln der Lower Keys aus dem Kalkstein von Kalkalgen gebildet wurden.
Vor ungefähr 100.000 Jahren begann während der Wisconsin-Eiszeit der Meeresspiegel zu sinken, so dass das Korallenriff und sie umgebende Sedimente aus dem Meer herausragten. Vor 15.000 Jahren sank der Meeresspiegel 110 m unter den heutigen Level. Die aus dem Meer herausragenden Riffteile und Ablagerungen erodierten sehr stark. Vermutlich durch absterbende Vegetation verursachtes übersäuertes Wasser begann den Kalkstein aufzulösen. Der aufgelöste Kalkstein lagerte sich teilweise als Gips wieder ab. Der erodierte Kalkstein bildete Oolithe in dem flachen Meer neben dem Riff und bildete zusammen mit den skelettierten Überresten von Moostierchen die Oberfläche, aus der das südliche Florida und die Lower Keys von Big Pine Key bis Key West bestehen. Westlich von Key West ist das alte Riff von Kalksand überlagert.

## Geschichte

### Frühe Besiedlung
Die frühesten Besiedlung der Florida Keys fand wahrscheinlich durch Indianer verschiedener Stämme statt, darunter den Vescayos, Matecumbes und Tequesta, gefolgt von den in Florida ansässigen Calusa und Seminolen sowie vielleicht auch karibischen Stämmen. Sie lebten nomadisch in den Keys und bereisten sie mit Pirogen, frühen einbaumähnlichen Booten. Sie nutzten die Keys als Fanggebiete für Fische, Meeresschildkröten, Manatis und Muscheln. Die ältesten Funde von Abfallhaufen aus Fischgräten und Muschelschalen lassen sich bis etwa 800 n. Chr. zurückdatieren, wobei eine deutlich frühere Besiedlung angenommen wird.

### Neuzeitliche Entdeckung und Schiffsunglücke

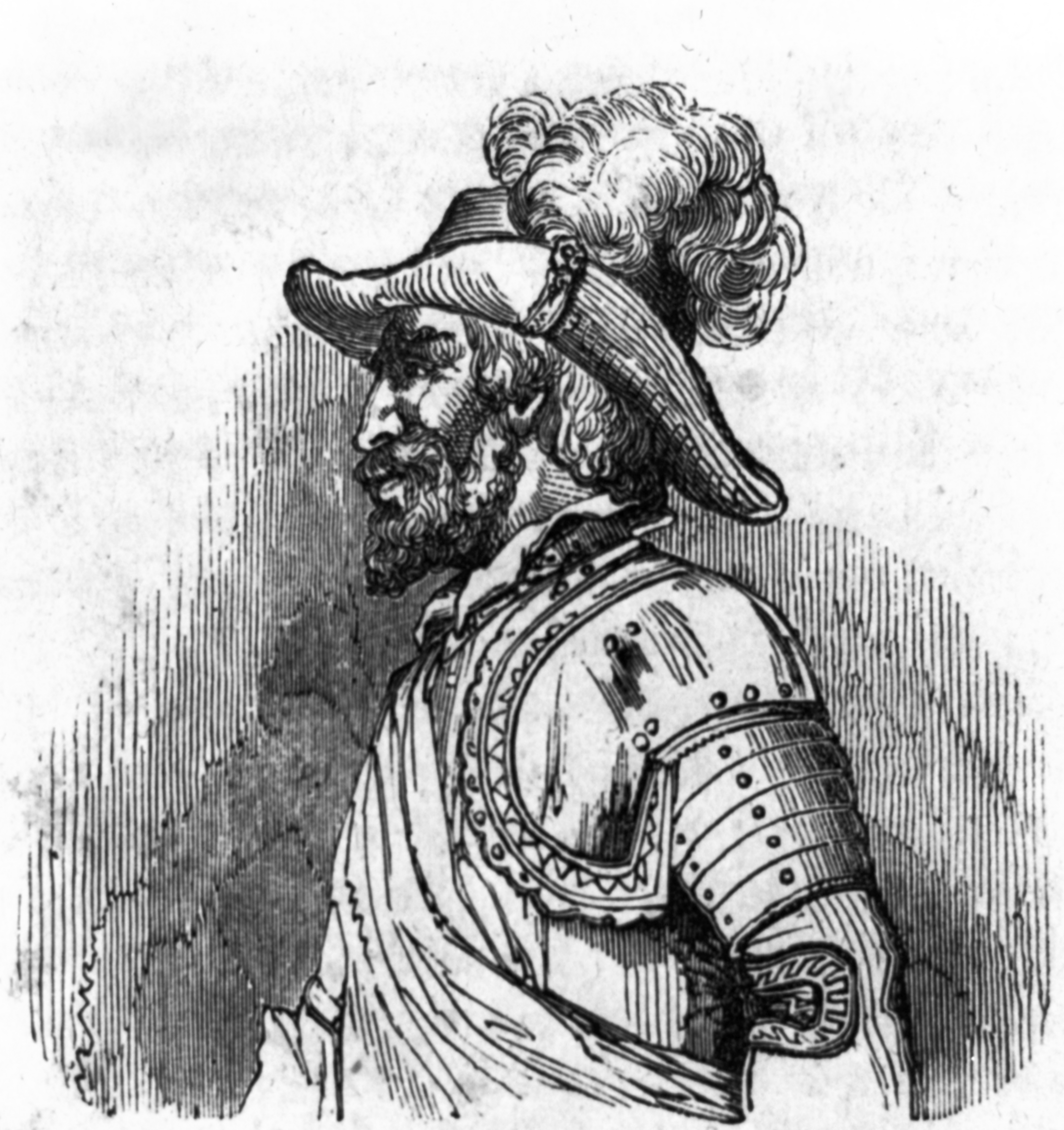
Juan Ponce de León entdeckte die Keys auf der Suche nach dem Jungbrunnen und nannte sie „Los Martires“

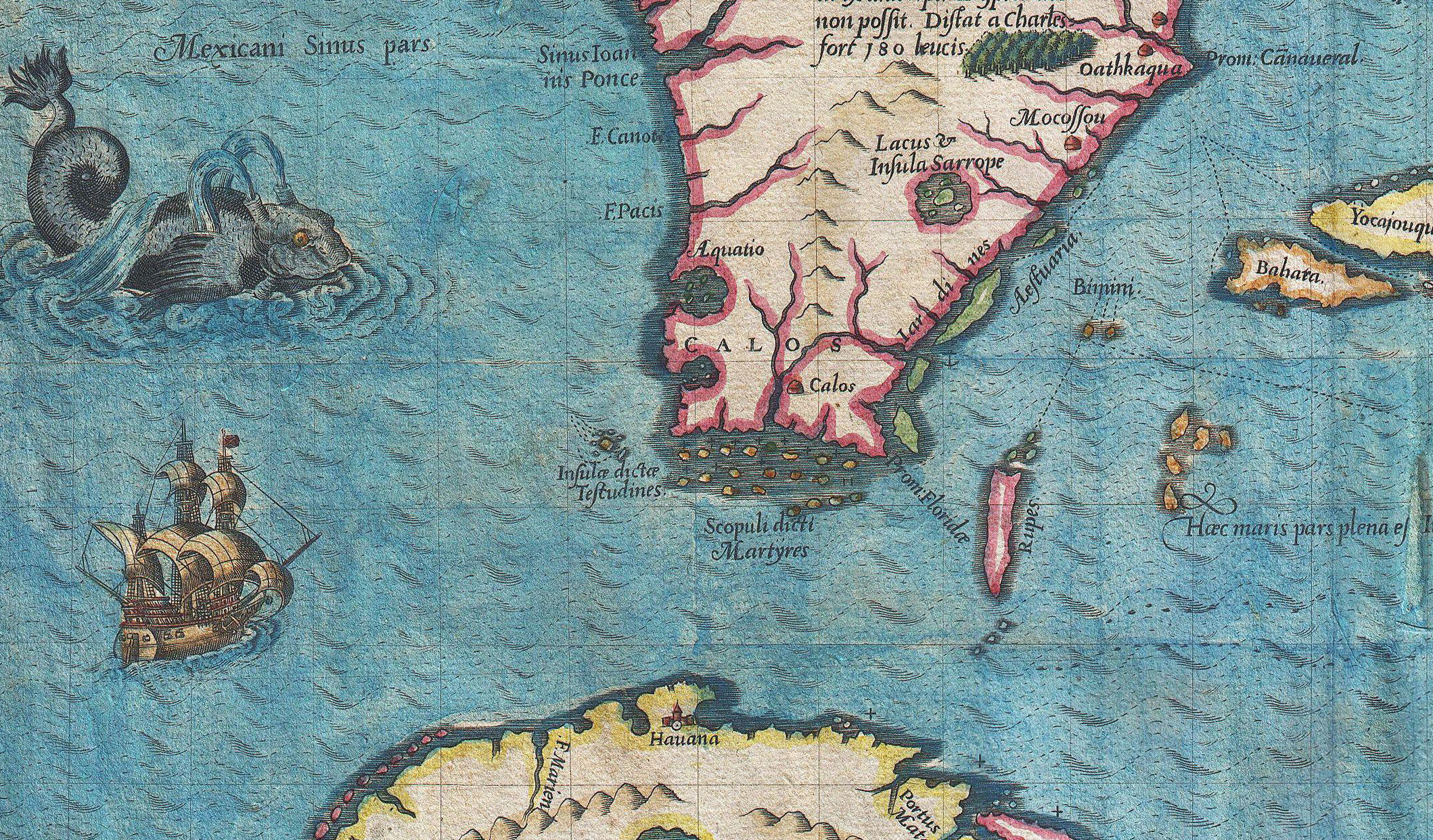
Ausschnitt aus Floridae Americae Provinciae Recens & Exactissima, einer historischen Karte von 1591. Die Keys sind als „Scopuli dicti Martyres“ verzeichnet.

Im Jahr 1513 erfolgte die neuzeitliche Entdeckung der Florida Keys durch den Spanier Juan Ponce de León, der sie auf der Suche nach dem legendären Jungbrunnen sichtete und aufgrund ihres Aussehens als „Los Martires“ (die Märtyrer) benannte. Für die Spanier waren die Inseln allerdings von wenig Interesse, da es hier nur wenig Trinkwasser und fruchtbaren Boden für die Ansiedlung gab; auch Bodenschätze gab es nicht zu entdecken. Einzelne Missionare aus Havanna versuchten, die ansässigen Indianer zum Katholizismus zu bekehren und ihnen zugleich den Hass auf die verfeindeten Engländer und Franzosen beizubringen – das Hauptinteresse der Spanier auf den Inseln galt allerdings allein dem Schutz der Flotten, die dieses Gebiet auf der Reise nach Spanien passieren mussten. Anders als andere karibische Inseln, die sich zu dieser Zeit zu spanischen Handelszentren entwickelten, blieben die Inseln während der etwa 250-jährigen Zugehörigkeit zu Spanien bis in das 18. Jahrhundert weitgehend unbesiedelt.
Aufgrund ihrer Lage am Rand der Floridastraße, einer seit dem Beginn der europäischen Kolonisierung stark genutzten Schifffahrtsstraße, gab es auf den Korallenriffen der Florida Keys allerdings eine große Anzahl von Schiffbrüchen. So sank 1622 die spanische Galeone Nuestra Señora de Atocha (kurz Atocha) an den Florida Keys, nachdem sie von einem Hurrikan überrascht wurde. Das mit Gold, Silber und Juwelen beladene Schiff wurde erst 1985 von dem Schatzsucher Mel Fisher wiederentdeckt. Einen Teil der Funde aus dem Wrack der Atocha ist im Mel Fisher Maritime Heritage Society Museum in Key West zu sehen. 1733 sanken bis auf ein Schiff alle 22 Schiffe einer Silberflotte, als sie durch einen Hurrikan gegen die Korallenriffe der Florida Keys getrieben wurde. Bei dem Untergang konnten sich jedoch viele Besatzungsmitglieder retten und die Spanier konnten einen Großteil der Schätze an Bord bergen. In den 1930er Jahren entdeckte der Taucher Art McKee die Reste der gesunkenen Flotte. Der Fundort eines der Wracks der Silberflotte von 1733 ist als Underwater Archaeological Preserve State Park geschützt.

### Besiedlung im 18. Jahrhundert
Erst im 18. Jahrhundert wurden die Inseln von Zuwanderern der Bahamas intensiver besiedelt, die hierher kamen, um Holz zu schlagen und nach Schildkröten zu jagen. Die Siedler brachten Teile ihrer Kultur auf die Keys, darunter eine kulinarische Vorliebe für die Riesen-Flügelschnecke (Strombus gigas), die „Queen Conch“. Von der englischen Bezeichnung leitet sich auch der Name für langjährige Bewohner der Keys ab, die als „Conch“ bezeichnet werden.
Um 1820 kam es zur ersten intensiveren Besiedlung auf Cayo Hueso, der heutigen Insel Key West. Dies hing zusammen mit dem natürlichen Tiefwasserhafen der Insel, der besser gelegen war als der Hafen von Miami, der durch die nur vier Meter tiefe Untiefe von Biscayne Bay behindert wird. In Key West siedelten sich die so genannten „wrecker“ an, die auf Booten in die See fuhren, um auf die Riffe gelaufenen Schiffen zu helfen oder deren Ladung zu bergen. Wahrscheinlich lockten einzelne Wrecker allerdings auch ortsunkundige Schiffe durch falsche Leuchtzeichen auf die Riffe. Die profitable Tätigkeit der Wrecker nahm durch die Platzierung von festen Schiffen mit Leuchtzeichen an Schlüsselpunkten der Riffe ab, die etwa um 1850 durch Leuchttürme ersetzt wurden. Neben den Wreckern war auch das Schwammtauchen und der Schildkrötenfang sowie wahrscheinlich auch die Piraterie profitabel.
Im 19. Jahrhundert siedelten sich zudem Familien auf Regierungsland an und lebten als Selbstversorger vom Anbau von Ananas, Melonen und Kokospalmen sowie vom Fischfang. Sie verkehrten mit flachen Booten zwischen den Inseln und schafften ihre Waren zum Hafen von Key West.

### Eisenbahnbau und Overseas Highway
Im Jahr 1893 wurde die Genehmigungsurkunde der Florida East Coast Railway geändert, um eine mögliche Erweiterung der Bahnstrecke bis zur Biscayne Bay und dann über die Florida Keys bis nach Key West zu ermöglichen. Der Präsident der Florida East Coast Railway, Henry Flagler, veranlasste den Bau der Eisenbahnstrecke von Homestead quer durch die Everglades und über 30 Inseln der Florida Keys bis nach Key West, deren Bau 1904 begonnen wurde. Key West war zu dieser Zeit der Hafen der USA, der dem Panama-Kanal am nächsten war, zudem bestand ein reger Handel mit Kuba.

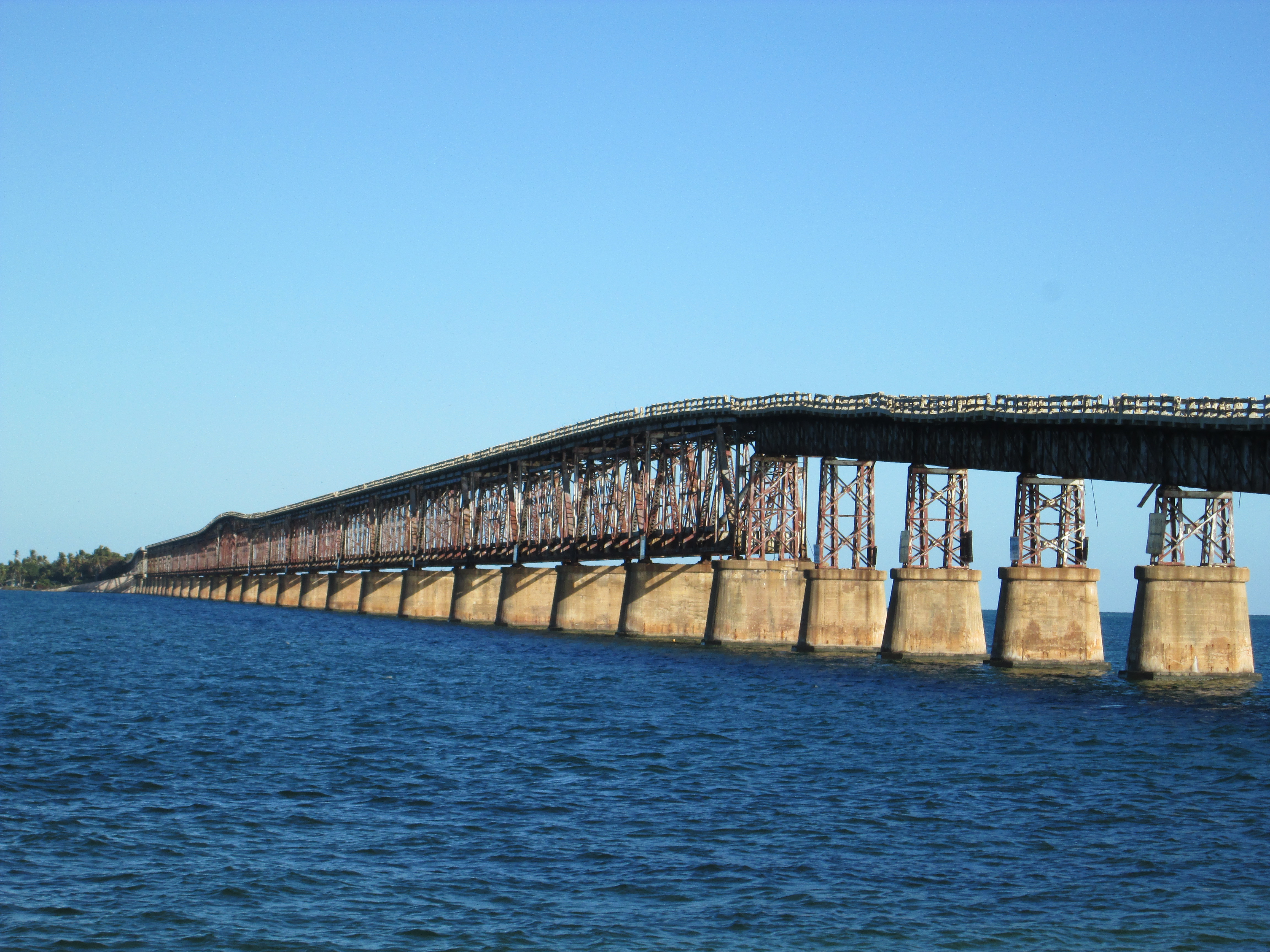
Ehemalige Eisenbahnbrücke bei Bahia Honda

Die als Key West Extension bezeichnete Bahnstrecke wurde über sieben Jahre und für etwa 27 Millionen US-Dollar gebaut. Dabei wurden die Arbeiten durch die Sümpfe und Mückenplagen stark beeinflusst. Im September 1906 zerstörte ein Hurrikan das angefangene Long Key Viadukt und tötete mehr als 100 Arbeiter. 1907 wurde diese mehr als 3 km lange Brücke eröffnet und stellte die Verbindung bis Knights Key her. In den Jahren 1909 und 1910 kam es erneut zu Sturmschäden. Am 22. Januar 1912 fuhr tatsächlich der erste Zug bis Key West. Am 2. September 1935 wurden jedoch durch den Labor-Day-Hurrikan, der mehr als 800 Menschen tötete, große Teile des Bahndamms und der Gleise auf einer Länge von 65 km weggespült, ein Großteil der Strecke lag in Trümmern. Die meisten Brücken hatten den Sturm überstanden, die Kosten für den Wiederaufbau der wenig profitablen Strecke waren allerdings zu hoch und die Motivation zu gering. Zudem etablierte sich das Auto als neues Verkehrsmittel und setzte sich im Bereich der Personenbeförderung durch. Die Regierung kaufte die noch erhaltenen Brücken für etwa 640.000 US-Dollar und baute auf der Basis der Bahnstrecke den Overseas Highway als ersten Abschnitt des U.S. Highway 1. Ab den 1970er Jahren wurden die alten Bahnbrücken durch neue daneben errichtete Betonbrücken ersetzt.
Im September 2017 verursachte der Hurrikan Irma schwere Schäden auf den Florida Keys.

## Flora und Fauna

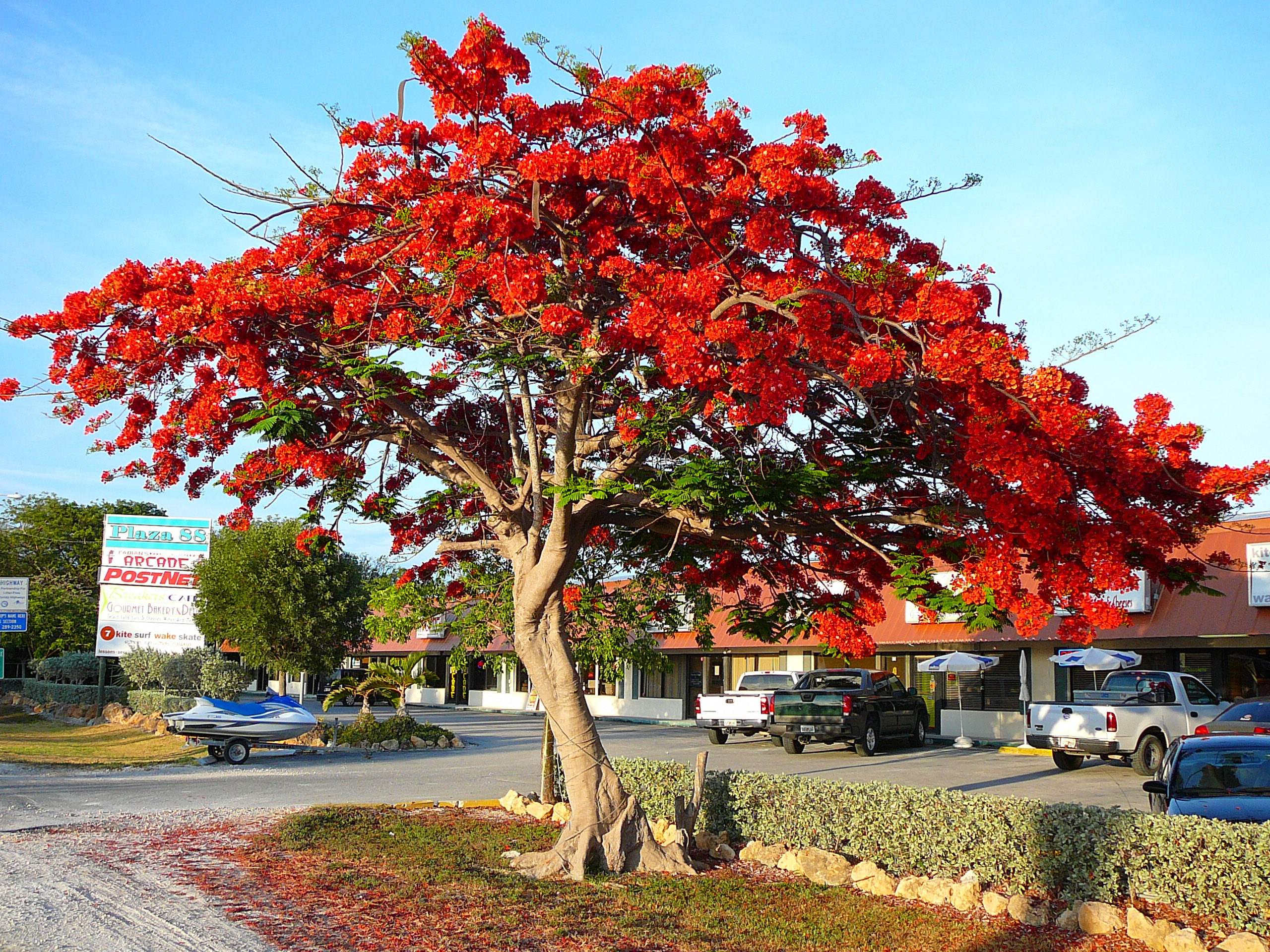
Royal-Poinciana-Baum in voller Blüte

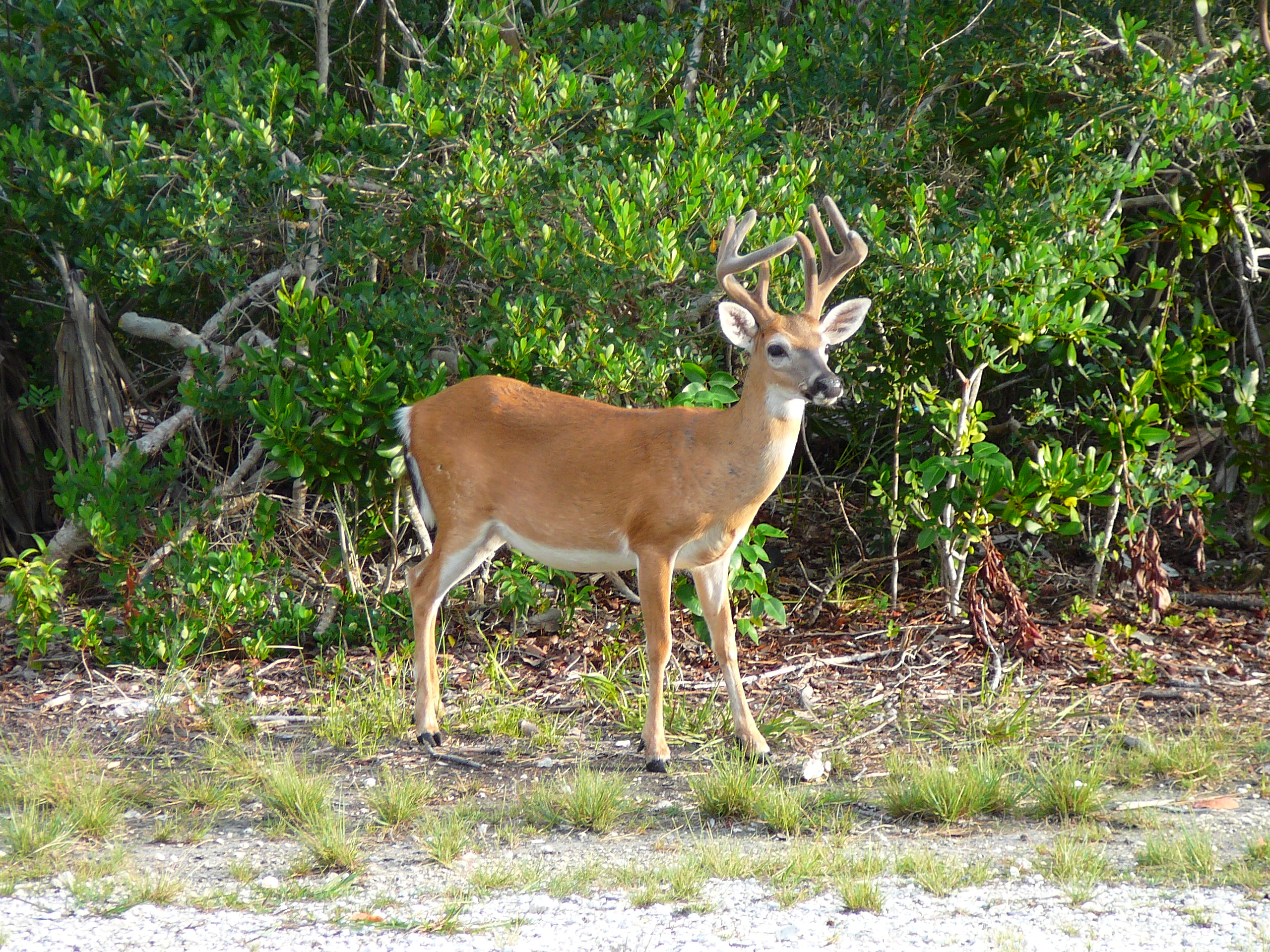
Ein Key-Weißwedelhirsch auf No Name Key.

Auf den Keys existieren Pflanzen und Tierarten, die in dieser Form in den USA sonst nicht vorkommen. Die Keys bilden den nördlichsten Punkt ihrer Verbreitung. Das Klima erlaubt vielen importierten Pflanzen zu gedeihen. Einige exotische Pflanzen erobern mehr und mehr den natürlichen Lebensraum. Viele Pflanzen verlangsamen oder stoppen ihr Wachstum in der trockeneren Wetterperiode. Viele einheimische Bäume sind sommergrün und verlieren ihre Blätter in dieser Zeit.
Auf den Keys sind sowohl Nadel- als auch Laubhölzer heimisch. Man findet hier Ahorn, Kiefern und Eichen, die sich allerdings am südlichsten Rand ihres Vorkommens befinden, und tropische Hölzer wie Mahagoni, Bursera, Eugenien und viele andere, die sonst nur zwischen dem 25. und 26. nördlichen Breitengrad gedeihen.
Viele Pflanzen, wie die Drillingsblume, der Kokosnussbaum, Hibiskus und Papaya, sind nicht heimisch, sondern importiert. Die Limette etwa, nach der die regionaltypische Nachspeise Key lime pie benannt ist, wurde von der Yucatán-Halbinsel eingeführt. Ursprünglich stammt sie aus Malaysia. Ihre Bäume sind schnellwüchsig und besitzen Dornen. Die golfballgroßen Früchte haben einen unverwechselbaren Duft.
Die Keys sind auch die Heimat einiger Tierarten, wie zum Beispiel des unter Schutz stehenden Key-Weißwedelhirschs und des Spitzkrokodils. 110 km westlich von Key West befinden sich die Dry Tortugas mit dem Dry-Tortugas-Nationalpark. Den Namen gaben ihnen spanische Eroberer wegen des Mangels an Trinkwasser und ihrer buckligen Form, die sie aus der Ferne wie eine Schildkröte aussehen lassen.
Das Meer um die Keys herum ist Teil des Nationalen Wasserschutzgebietes Florida Keys.
Im August 2020 hat der Florida Keys Mosquito Control District ein Pilotprojekt zur Aussetzung von gentechnisch veränderten Mücken in den Florida Keys beschlossen. Demnach werden im Jahr 2021 Millionen solcher männlicher Mücken freigesetzt, die im Gegensatz zu den Weibchen nicht beißen. Durch die genetische Veränderung in einem Protein werden im Zuge der Paarung die weiblichen Nachkommen überlebensunfähig. Somit kann die Population der weiblichen Mücken, die für die Übertragung von Krankheiten wie dem Dengue-Fieber und dem Zika-Virus verantwortlich sind, verringert werden. Das die genetisch veränderten Mücken liefernde Biotechnologieunternehmen Oxitec hat solche Projekte eigenen Angaben zufolge bereits auf den Cayman-Inseln sowie in Brasilien erfolgreich durchgeführt. Studien verschiedener US-Regierungsbehörden wie der Environmental Protection Agency haben die Sicherheit des Projekts bestätigt und somit genehmigt. Die Mitglieder des Keys Mosquito Board stimmten trotz Bedenken des Direktors der Florida Keys Environmental Coalition bezüglich unbeabsichtigter Auswirkungen auf die Umwelt mit 4:1 für das Projekt.

## Liste der Inseln

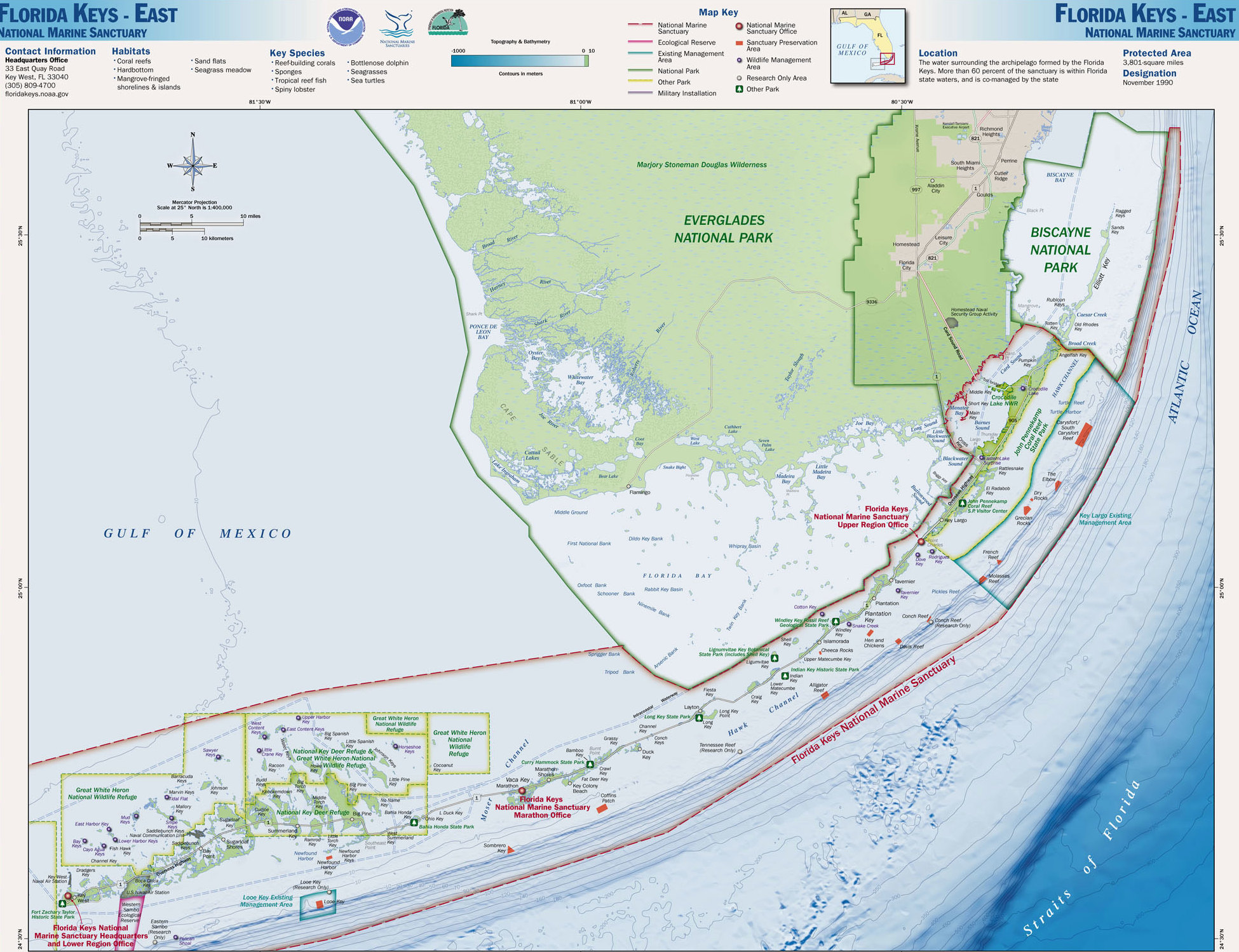
Karte der östlichen Florida Keys von den Ragged Keys im Biscayne National Park bis Key West.

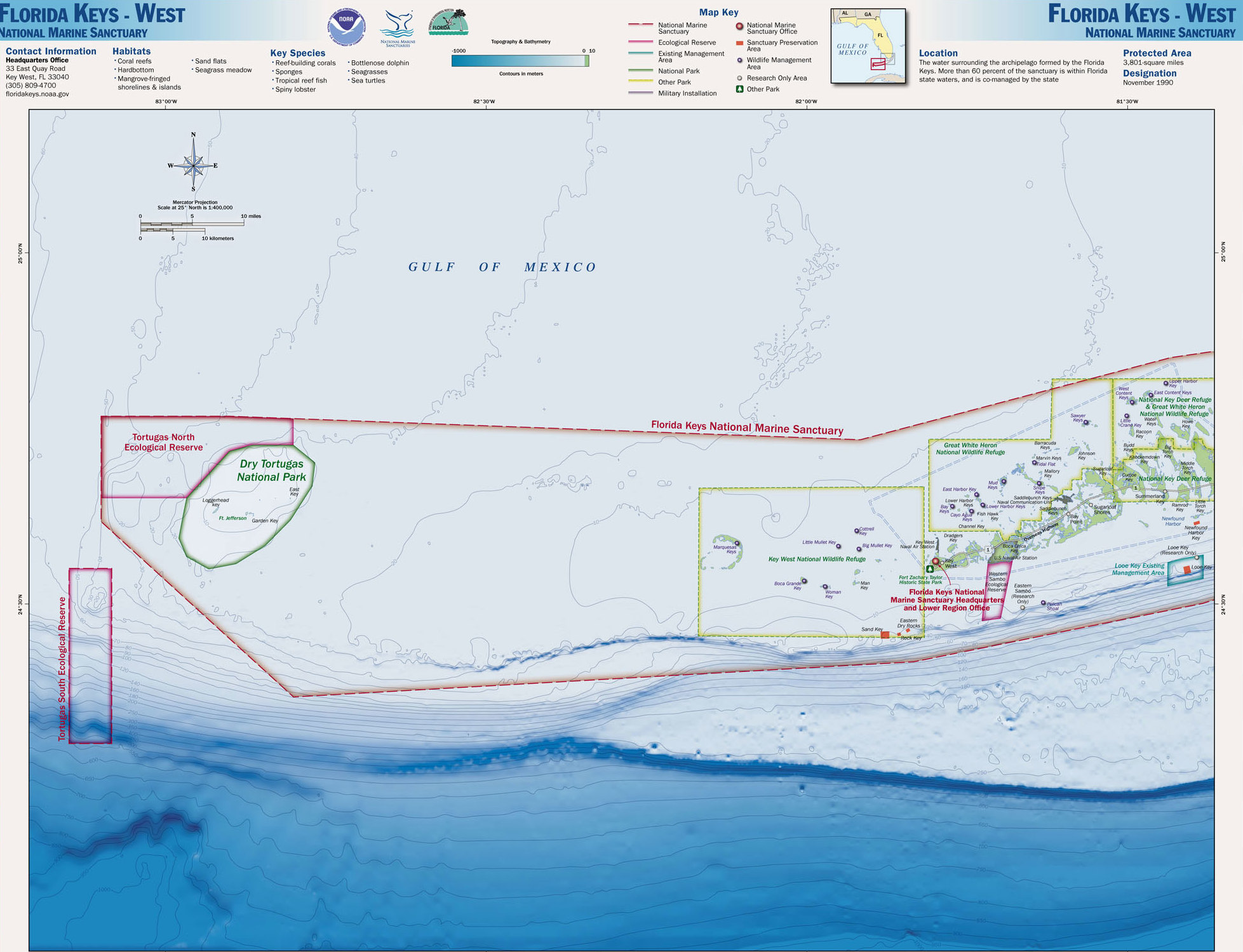
Karte der westlichen Florida Keys von Little Torch Key bis zu den Dry Tortugas.

Die Florida Keys werden von mehr als 200 flachen Inseln, so genannten Cays oder Keys gebildet. Die nördlichste Insel der Florida Keys ist Elliott Key, nördlich hiervon liegen jedoch noch einige Übergangsinseln, die aus Sand über ehemaligen Riffbereichen bestehen. Key Biscayne und einige weitere Inseln nördlich der Keys sind dagegen vollständig aus ehemaligen Sandbänken gebildet.
Die Inseln der Florida Keys werden in folgende drei Gruppen eingeteilt:
Upper Keys
Keys im Biscayne-Nationalpark in Miami-Dade County:
- Übergangsinseln
  - Soldier Key
  - Ragged Keys
  - Boca Chita Key
  - Sands Key

- Echte Florida Keys, freiliegende alte Korallenriffe
  - Elliott Key
  - Adams Key
  - Reid Key
  - Rubicon Keys
  - Totten Key
  - Old Rhodes Key

Keys in Monroe County
- Key Largo
- Plantation Key
- Windley Key
- Upper Matecumbe Key
- Lignumvitae Key
- Lower Matecumbe Key

Middle Keys
- Plantation Key (mit Tavernier)
- Craig Key
- Fiesta Key
- Long Key (früher bekannt als Rattlesnake Key)
- Conch Keys
- Duck Key
- Grassy Key
- Crawl Key
- Long Point Key
- Fat Deer Key
- Shelter Key
- Boot Key
- Knight’s Key
- Pigeon Key
- Crawl Key
- Key Vaca (mit Marathon)

Lower Keys
- Little Duck Key
- Missouri Key
- Ohio Key (auch bekannt als Sunshine Key)
- Bahia Honda Key
- Spanish Harbor Keys
- Scout Key (früher bekannt als West Summerland Key)
- No Name Key
- Big Pine Key
- Little Torch Key
- Middle Torch Key
- Big Torch Key
- Ramrod Key
- Summerland Key
- Knockemdown Key
- Cudjoe Key
- Sugarloaf Key
- Park Key
- Saddlebunch Keys
- Shark Key
- Geiger Key
- Big Coppitt Key
- East Rockland Key
- Rockland Key
- Boca Chica Key
- Key Haven (Raccoon Key)
- Stock Island
- Key West (mit der gleichnamigen Stadt Key West)
- Sigsbee Park
- Fleming Key

Außenliegende Inseln, die nur mit dem Boot erreicht werden können
- Sunset Key
- Wisteria Island
- Mule Keys, inklusive Ballast Key, der südlichsten Insel
- die Marquesas Keys
- die Dry Tortugas